# فرودگاه گودنیوز
فرودگاه گودنیوز (به انگلیسی: Goodnews Airport) یک فرودگاه همگانی بهره‌برداری هوایی (۲۰۰۶) با کد یاتا GNU است که یک باند فرود شن دارد و طول باند آن ۸۶۴ متر است. این فرودگاه در شهر گودنیوز بی، آلاسکا کشور ایالات متحده آمریکا قرار دارد و در ارتفاع ۵ متری از سطح دریا واقع شده‌است.